# Windows Fotogalerie
Windows Fotogalerie was een softwaretoepassing ontwikkeld door Microsoft Corporation voor het beheren, bewerken en delen van digitale foto's. Met het programma konden foto's, afbeeldingen en video's getoond en bewerkt worden. Videobestanden waren beperkt tot de formaten WMV, MPG en AVI. Het programma was qua functionaliteit vergelijkbaar met Windows-viewer voor afbeeldingen en faxen en Windows Media Player onder Windows XP.

## Kenmerken
Windows Fotogalerie bood uitgebreide mogelijkheden voor het beheren en bewerken van digitale foto's, waaronder organisatie op basis van criteria zoals datum, trefwoorden, mappen en gezichtsherkenningstags. Gebruikers konden basisbewerkingen uitvoeren zoals bijsnijden, roteren, kleuraanpassingen maken en rode ogen verwijderen. Het had ook diavoorstelling- en fotodelenopties die naadloos integreerden met online fotoservices zoals Windows Live Spaces en Flickr.

## Geschiedenis
Windows Fotogalerie werd voor het eerst geïntroduceerd als onderdeel van Windows Vista in 2006. Deze software bood gebruikers een handige manier om hun digitale foto's te organiseren en eenvoudige bewerkingen uit te voeren. In latere versies van Windows, zoals Windows 7, Windows 8 en Windows 8.1, bleef Windows Fotogalerie een populaire keuze voor het beheren van foto's.
In de loop der jaren werden er updates en verbeteringen doorgevoerd, waardoor de software steeds geavanceerder werd. Gebruikers waardeerden vooral de mogelijkheid om gezichten op foto's automatisch te laten herkennen en taggen, wat het organiseren van grote fotocollecties vereenvoudigde.
Met de komst van Windows 10 in 2015 kondigde Microsoft aan dat Windows Fotogalerie niet langer zou worden ontwikkeld of geïnstalleerd als standaardsoftware. In plaats daarvan werd de Foto's-app geïntroduceerd als de opvolger, die werd geleverd met Windows 10 en vergelijkbare mogelijkheden bood voor het beheren en bewerken van foto's.

## Opvolgers
De Foto's-app, die Windows Fotogalerie opvolgde, bood vergelijkbare functionaliteit voor het beheren en bewerken van foto's, maar met een vernieuwde gebruikersinterface en integratie met andere Windows 10-functies.